# Tyler Rake: Extraction 2
Tyler Rake: Extraction 2 (Originaltitel: Extraction 2) ist ein US-amerikanischer Actionfilm von Regisseur Sam Hargrave, der weltweit am 16. Juni 2023 in das Programm von Netflix aufgenommen wurde. Es handelt sich um eine Adaption der Graphic Novel Ciudad und um eine Fortsetzung zum Film Tyler Rake: Extraction aus dem Jahr 2020. Die titelgebende Hauptrolle des Söldners und ehemaligen SASR-Angehörigen Tyler Rake übernahm abermals Chris Hemsworth.

## Handlung
Nachdem der ehemaligen SASR-Soldat Tyler Rake angeschossen wurde und von einer Brücke gestürzt ist, wird er von seinen Kameraden aus dem Fluss gezogen und zur ärztlichen Behandlung in ein Krankenhaus nach Dubai geflogen. Nach einiger Zeit im Koma beginnt sich Tyler zu regenerieren und bekommt von seinen Kollegen Nik und Yaz eine Berghütte in Oberösterreich für seinen Ruhestand geschenkt.
Neun Monate später wird Tyler vom mysteriösen Agenten Alcott kontaktiert, der Verbindungen zu seiner Ex-Frau Mia zu haben scheint. Alcott unterrichtet Tyler darüber, dass Mias Schwester Ketevan gemeinsam mit ihren beiden Kindern Sandro und Nina aus einem Hochsicherheitsgefängnis in Georgien evakuiert werden möchte, wo sie bei ihrem kriminellen Ehemann und Bandenanführer Davit Radiani untergebracht sind und um ihr Leben fürchten.
Tyler nimmt den Auftrag an, baut durch intensives Einzeltraining seine körperlichen Kräfte wieder auf und holt sich mit Nik und Yaz Verstärkung für sein Team. Ein bestochener Wächter schaltet für kurze Zeit den Strom im Gefängnis ab und markiert den Zugang zum Zellenblock. Dort kann Tyler Ketevan und ihre Kinder ausfindig machen und aus dem Gebäude schleusen. Als die Flucht bemerkt wird und Sicherheitsleute ausgesandt werden, entsteht durch einen Aufstand der Insassen Chaos. Davit stellt sich seiner Ehefrau und Tyler in den Weg, da der kontrollsüchtige Bandenchef seine Kinder bei sich behalten und kontrollieren möchte, wird von beiden allerdings getötet.
Tyler, Nik, Yaz und die drei geretteten Familienmitglieder schaffen es, aus dem Gefängnis zu fliehen und einen nahegelegenen Zug zu erreichen, der die Gruppe aus der Stadt bringen soll. Die Rettung wird durch den Umstand erschwert, dass Davits Bruder Zurab über den Tod des Bandenchefs informiert wurde und nun eigene Männer aussendet, die Tyler und dessen Verbündete aufhalten sollen. Die Gruppe schafft es jedoch größtenteils unbeschadet, ein Flugzeug zu erreichen, das alle außer Landes bringt; einzig Nina wird leicht verwundet.
Als Sandro vom Tod seines Vaters erfährt und sich von seiner eigenen Mutter hintergangen fühlt, kontaktiert er seinen Onkel Zurab und verrät diesem ihren aktuellen Aufenthaltsort in Wien. Der georgische Gangster reist daraufhin mit Verstärkung in die österreichische Hauptstadt, wo er seinen Neffen einsammelt. Da neben Tyler nun auch Ketevan zum obersten Ziel von Zurab erklärt wurde, verstecken sich die restlichen Geflüchteten im Gebäude und suchen nach einem Ausweg. Die Gruppe kann sich schließlich bis zu einem Helikopter auf dem Dach des Hochhauses vorkämpfen, doch während der Flucht wird Yaz von Zurab lebensbedrohlich angeschossen und verstirbt kurze Zeit später.
Nachdem Tyler Ketevan und Nina mit Mia wiedervereinigen konnte, wird er von Zurab kontaktiert, der ihn zu einem finalen Duell herausfordert. Tyler willigt ein, muss aber schon bald darauf feststellen, dass es sich bei dem Treffen um eine Falle handelt. Zurab hat Sandro als Geisel genommen und ihn mit einem Sprengstoffgürtel versehen. Der georgische Gangster fordert nun von seinem eigenen Neffen die Erschießung von Tyler, doch Sandro verweigert den Befehl. Durch die eintreffende Nik kann sich der Teenager der Gefahrensituation entziehen. Es kommt zum Kampf zwischen Tyler und Zurab, an dessen Ende der Georgier erschossen wird. Tyler und die verwundete Nik werden daraufhin von eintreffenden österreichischen Spezialkräften verhaftet und ins Gefängnis gesteckt.
In der Haft wird Tyler von seiner Ex-Frau Mia besucht, die angibt, dass Ketevan und ihre Kinder in ein Zeugenschutzprogramm aufgenommen wurden. Beide sprechen sich zudem über den Tod ihres gemeinsamen Sohnes aus, wodurch Tyler besser mit seiner Vergangenheit abschließen kann. Einige Zeit später werden er und Nik von Alcott aus dem Gefängnis geholt, um für dessen Auftraggeber weitere Missionen durchzuführen.

## Produktion

### Entstehung und Besetzung

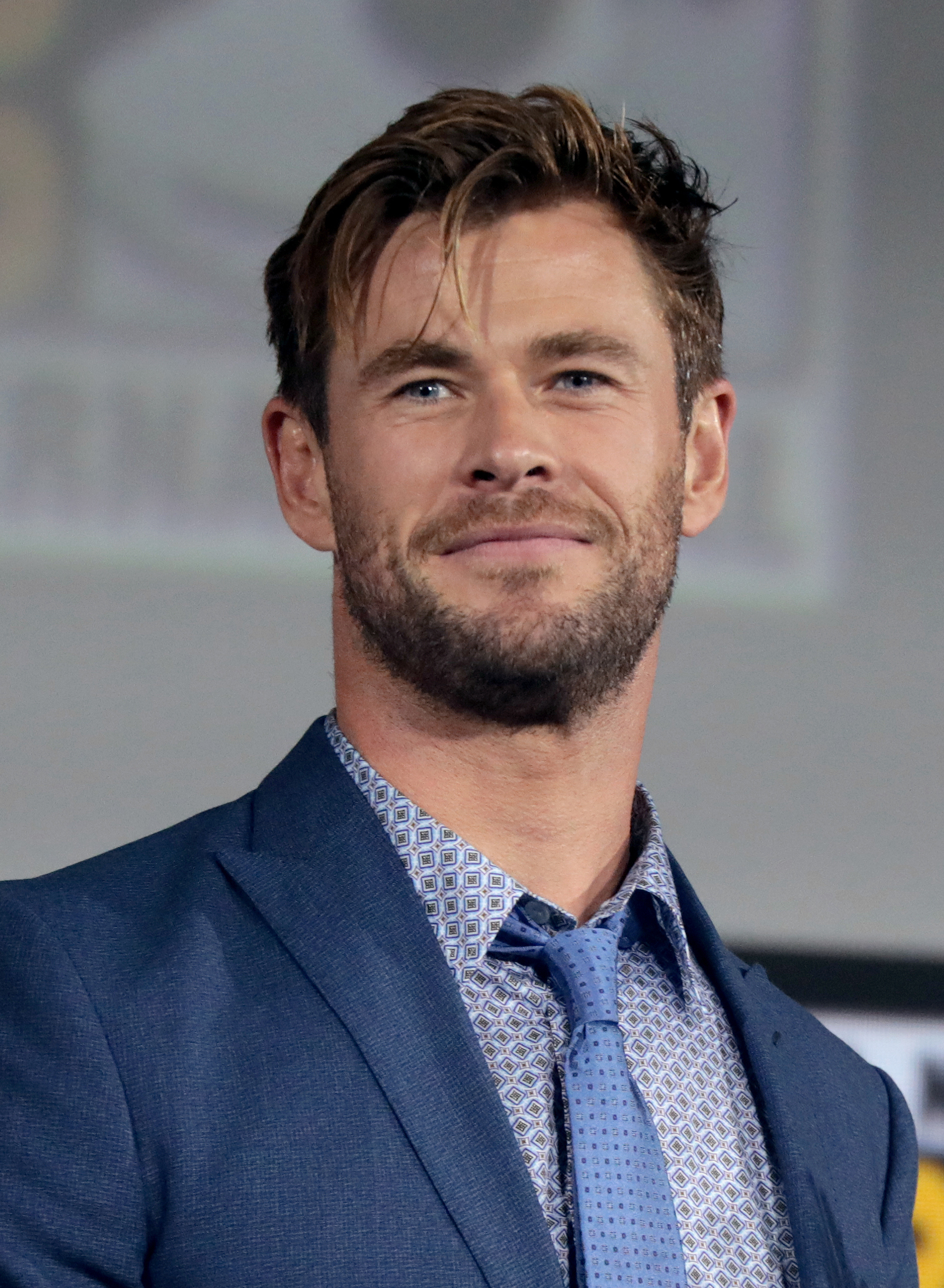
Hauptdarsteller Chris Hemsworth (2019)

Bereits vor der Veröffentlichung von Tyler Rake: Extraction verfolgte Netflix aufgrund der positiven Resonanz bei Test-Screenings den Plan einer Fortsetzung, dessen Ausgangspunkt für die Handlung ein Gefängnisausbruch werden sollte. Um diese Storyline zu ermöglichen, drehte man für die eigentlich abgeschlossenen Handlung von Tyler Rake: Extraction eine zusätzliche Szene, durch die der Film mit einem offenen Ende abschließt. Nachdem Tyler Rake: Extraction nach seiner Veröffentlichung im April 2020 schließlich zum meistgesehenen Film auf Netflix werden konnte, bestätigte Drehbuchautor und Produzent Joe Russo im Folgemonat offiziell die Produktion einer Fortsetzung. Der Plan seiner Produktionsfirma AGBO umfasse dabei, das auf der Graphic Novel Ciudad basierende Extraction-Franchise zu einem eigenen Universum auszubauen, in dem einzelne Figuren eigenen Filme bekommen und untereinander interagieren könnten. Als Produzent fungierte neben Joe Russo auch sein älterer Bruder Anthony.
Im September 2021 verkündeten sowohl Regisseur Sam Hargrave als auch Hauptdarsteller Chris Hemsworth ihre Rückkehr für die Fortsetzung. Beide wollten mit Extraction 2 sowohl die komplizierte Vergangenheit und den moralischen Kompass der Hauptfigur Tyler Rake weiter erforschen, als auch den Vorgängerfilm hinsichtlich der Action und des Spektakels übertreffen. Ursprüngliche Drehbuchentwürfe sahen ebenso die Rückkehr des von Rudhraksh Jaiswal verkörperten Ovi Mahajan Jr. vor, durch den beide Filme inhaltlich stärker miteinander verbunden werden sollten. Obwohl besagte Szenen gedreht wurden, entschied man sich schließlich gegen ihre Verwendung, um die Fortsetzung nicht unnötig zu verkomplizieren und eigenständiger zu gestalten.
Neben Hemsworth übernahmen auch die Darsteller Golshifteh Farahani, Adam Bessa und Rayna Campbell abermals ihre Rollen aus dem Vorgängerfilm. Als Neuzugänge schlossen sich Idris Elba, Olga Kurylenko, Daniel Bernhardt, Tinatin Dalakischwili, Patrick Newall, Tornike Gogritschiani, Andro Dschaparidse, Megan Anderson und Anthony J. Vorhies der Besetzung an. Regisseur Sam Hargrave selbst hat einen Cameoauftritt als Totengräber.

### Dreharbeiten

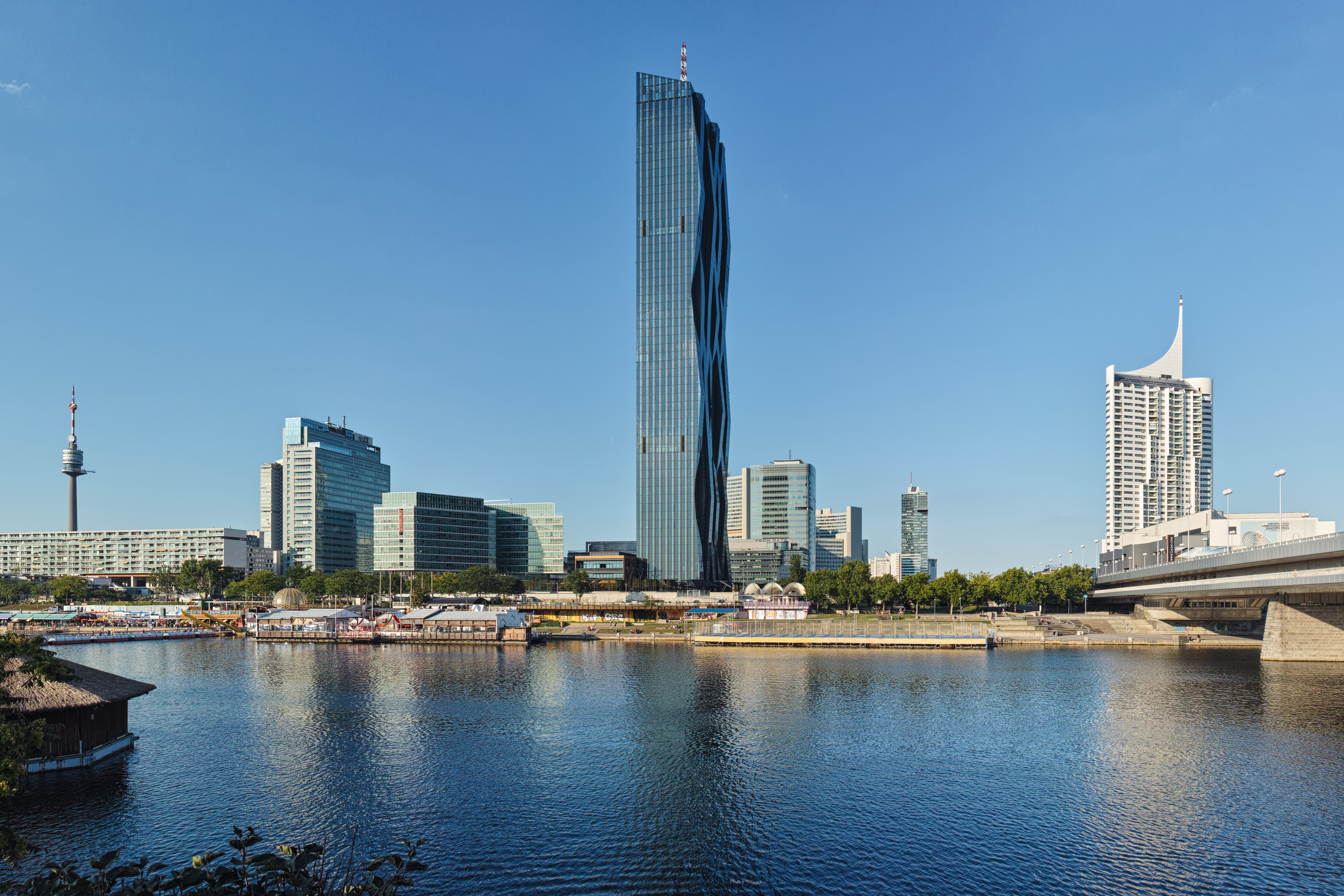
Die Donau City in Wien

Die Dreharbeiten sollten ursprünglich in New South Wales erfolgen, wo bereits ein Großteil der Vorproduktion absolviert wurde. Wenige Wochen vor dem geplanten Drehbeginn mussten die Filmaufnahmen allerdings aufgrund von Verzögerungen im Zuge der COVID-19-Pandemie und des engen Terminplans von Hauptdarsteller Chris Hemsworth nach Prag verlagert werden. Dort begannen die Dreharbeiten mit Kameramann Greg Baldi schließlich am 29. November 2021 in den Filmstudios Barrandov. Zu den Drehorten in der tschechischen Hauptstadt zählten das Kongresszentrum, das Rudolfinum, die Neustadt sowie die Stadtgebiete Vršovice und Malešice. Weitere Aufnahmen entstanden in den Ortschaften Kouřim, Valdek, Milovice nad Labem, Doksany, Litoměřice, Brdská vrchovina, Jesenice u Prahy, Struhy, Roudnice nad Labem, Dobříš, Křimov, Chomutov und Mělník. Von Ende Januar bis Mitte Februar 2022 erfolgten Filmaufnahmen in der österreichischen Hauptstadt Wien, wo unter anderem am DC Tower in Donau City mit Hubschraubern gedreht wurde. Am 6. April 2022 wurden die Filmaufnahmen nach 69 Drehtagen offiziell abgeschlossen, ehe Anfang November 2022 einwöchige Nachdrehs in Prag erfolgten. Insgesamt wurden rund 100 Millionen US-Dollar in die tschechische Wirtschaft investiert.
Die 21-minütige One-Shot-Sequenz zu Beginn des Films wurde unter anderem von Jackie-Chan-Filmen der ’80er sowie ’90er Jahre und Children of Men inspiriert. Sie enthält über 50 visuell nicht sichtbare Schnitte, die das Drehen an verschiedenen Orten und in einzelnen Teilen ermöglichten. Allein die Vorbereitungen für diese Szenen dauerten fast fünf Monate und mussten im Zuge der Produktionsverlegung umstrukturiert werden; Hauptdarsteller Chris Hemsworth lernte dabei über 2500 Choreografie-Bewegungen auswendig. Ursprüngliche Pläne, die Sequenz um weitere zehn Minuten mit einem zweiten Zug zu verlängern, wurden aus logistischen Gründen und aufgrund der nur schweren Realisierbarkeit wieder verworfen.
Die Aufnahme der One-Shot-Sequenz mit einer ALEXA-Mini-LF-Kamera von ARRI umfasste insgesamt rund 30 Drehtage, wobei zunächst das finale Bahn-Segment gefilmt wurde. Dabei wurde unter anderem ein Hubschrauber auf dem Dach eines mit rund 50 km/h fahrenden Zuges gelandet, während Hemsworth nur wenige Meter von den rotierenden Rotorblättern entfernt war. Der Gefängnisausbruch wurde in drei Abschnitte aufgeteilt, wobei die einleitenden Innenaufnahmen von Mission: Impossible – Phantom Protokoll inspiriert und in derselben Kulisse, dem Gefängnis Mladá Boleslav, gedreht wurden. Anschließende Szenen in einem Kohlekeller wurden hingegen in einem mehrere Kilometer entfernten Tunnelsystem gefilmt, das aus dem Zweiten Weltkrieg überblieben war. Für den finalen Gefängsniskampf kamen über 400 Statisten und 75 Stuntmen zum Einsatz, die bei Temperaturen unter dem Gefrierpunkt drehten. Um dabei das winterliche Setting Osteuropas besser einfangen zu können, setzte die Produktion im Vergleich zum Vorgängerfilm vor allem auf Blau-, Grün- und Grautöne im Farbschema.

### Veröffentlichung
Ein erster Teaser zum Film wurde am 3. April 2023 veröffentlicht; ein Trailer folgte am 16. Mai 2023. Tyler Rake: Extraction 2 wurde weltweit am 16. Juni 2023 in das Programm von Netflix aufgenommen. Zuvor erfolgten exklusive Vorführungen des Films in Manila, Madrid, Berlin und Prag.

## Synchronisation
Die deutschsprachige Synchronisation entstand nach einem Dialogbuch von Michael Schlimgen und unter der Dialogregie von Olaf Reichmann bei FFS Film- & Fernseh-Synchron.
| Rolle           | Darsteller            | Synchronsprecher  |
| --------------- | --------------------- | ----------------- |
| Tyler Rake      | Chris Hemsworth       | Tommy Morgenstern |
| Nik Khan        | Golshifteh Farahani   | Sanam Afrashteh   |
| Yaz Khan        | Adam Bessa            | Jeremias Koschorz |
| Ketevan Radiani | Tinatin Dalakischwili | Karolina Nägele   |
| Zurab Radiani   | Tornike Gogritschiani | Sascha Rotermund  |
| Sandro Radiani  | Andro Dschaparidse    | David Kunze       |
| Mia             | Olga Kurylenko        | Maria Koschny     |
| Alcott          | Idris Elba            | Oliver Stritzel   |

## Rezeption

### Altersfreigabe
In den Vereinigten Staaten erhielt Tyler Rake: Extraction 2 von der MPA aufgrund von starker und blutiger Gewalt sowie der Sprache ein R-Rating. In Deutschland wurde der Film von Netflix mit einer Altersempfehlung ab 16 Jahren versehen.

### Kritiken
Tyler Rake: Extraction 2 konnte 79 % der 134 bei Rotten Tomatoes gelisteten Kritiker überzeugen und erhielt dabei eine durchschnittliche Bewertung von 6,6 von 10 Punkten. Als zusammenfassendes Fazit zieht die Seite, die Fortsetzung sei größer, mutiger und in einigen Aspekten sogar besser als der Vorgänger und ein übertriebener, aber gut gemachter Actionthriller. Bei Metacritic erhielt der Film basierend auf 29 Kritiken einen Metascore von 57 von 100 möglichen Punkten.
Ein positives Urteil zieht Kate Erbland in ihrer Filmkritik für IndieWire, in der sie Tyler Rake: Extraction 2 als brutal unterhaltsame Fortsetzung bezeichnet, die auf die große Leinwand gehöre. So attestiert sie dem Film: „Die Sorgfalt und Präzision, die in die brutalsten und bombastischsten Sequenzen von Tyler Rake: Extraction 2 einfließen, […] bieten einige der besten Beispiele dafür, was von Netflix unterstützte Talente hervorbringen könnten, jene Art von Stoff, der immer noch in ein Kino mit tosendem Publikum gehört.“ Die hohe Energie der Actionsequenzen helfe auch dabei, die weniger unterhaltsamen Aspekte des Films zu überdecken, so etwa die sich wiederholenden Explosionen, der nur dürftig gezeichnete Antagonist oder die größtenteils unnötigen Rückblenden in Tyler Rakes Vergangenheit. Auch emotional liefere die Fortsetzung besser als der Vorgängerfilm ab, was nicht zuletzt an der größeren Präsenz von Golshifteh Farahani und Adam Bessa liege, und erschaffe mit der One-Shot-Sequenz eine sofort ikonische Szene.
Als „Meisterklasse des Action-Filmemachens“ bezeichnet Frank Scheck vom Hollywood Reporter die 21-minütige One-Shot-Sequenz, mit der es Tyler Rake: Extraction 2 schaffe, den Vorgängerfilm in typischer Franchise-Manier zu übertreffen. Mit umwerfenden Stunts, Kampfchoreografien und größtenteils praktischen Effekten sei die Szene ein echter Hingucker, doch leider gebe es noch weitere 90 Minuten, in denen die schlichte Handlung bei weitem nicht so spannend sei. Es komme zwar noch zu weiteren Actionsequenzen, doch in Bezug auf die Dialoge und Figurenentwicklungen lasse die Fortsetzung zu wünschen übrig. Regisseur Sam Hargrave versuche zwar, die emotionalen Lücken der Hauptfigur weiter zu füllen, doch Tyler Rake sei trotz Chris Hemsworths Charisma und seiner Körperlichkeit kein überzeugender Charakter. Demgegenüber stehe Idris Elba, der es in seiner nur begrenzten Leinwandzeit schaffe, dem Film die so sehnlichst vermisste Leichtigkeit zu verleihen.
Enttäuscht zeigt sich hingegen Robert Daniels von der New York Times, für den Figurenentwicklung zugunsten aufgeblähter, banaler Kampfszenen geopfert werde. Das wackelige Fundament des Films bilde ein abgedroschenes Drehbuch von Joe Russo, der nach der anfänglichen Exposition auf jeglichen Aufbau einer Geschichte verzichte und stattdessen auf drei üble, aneinandergereihte Actionsequenzen setze. Der oft gelobte One-Shot fühle sich dabei endlos und aufgrund des schlechten Schnitts von Alex Rodríguez sowie William Hoy auch unecht an. Regisseur Sam Hargrave und Kameramann Greg Baldi fehle es in dieser Szene an einem Gespür dafür, wie Figuren allein durch Bewegungen eine Geschichte erzählen könnten. Stattdessen platzieren man einfach nur Explosionen in einer sich drehenden, herumwirbelnden und abtauchenden Kamera mit der Hoffnung, so Spannung aufzubauen. Die Hauptdarsteller Chris Hemsworth und Golshifteh Farahani würden dabei zwar ihr Bestes versuchen, nach menschlichen Momenten in den leeren Kämpfen zu greifen, doch das Ergebnis sei nur ein lautes Durcheinander.

### Abrufzahlen
Innerhalb der ersten drei Tage nach Veröffentlichung wurde Tyler Rake: Extraction 2 weltweit rund 88,4 Millionen Stunden lang geschaut, womit er den ersten Platz der wöchentlichen Netflix-Charts erreichen und The Mother als erfolgreichsten Filmstart des Streamingdienstes im Jahr 2023 verdrängen konnte. Nach zehn Tagen konnte der Film weltweit über 85 Millionen Abrufe verzeichnen und damit auch in der zweiten Woche die Spitzenposition der meistgesehenen englischsprachigen Filme auf Netflix verteidigen. In den darauffolgenden Tagen durchbrach Tyler Rake: Extraction 2 die Marke von 100 Millionen Abrufen weltweit, ehe er Mitte August 2023 in die Liste der zehn meistgesehenen Netflix-Filme aufgenommen wurde.

### Auszeichnungen
Critics’ Choice Super Awards 2024
- Nominierung als Bester Actionfilm
- Nominierung als Bester Schauspieler in einem Actionfilm (Chris Hemsworth)[41]

Hollywood Critics Association Midseason Film Awards 2023
- Nominierung für die Besten Stunts[42]

## Fortsetzung
Im Zuge der Veröffentlichung von Tyler Rake: Extraction 2 bestätigten Regisseur Sam Hargrave und Hauptdarsteller Chris Hemsworth die Produktion eines dritten Teils.